# 사카모토 고다이
사카모토 고다이(일본어: 坂本 広大, 1995년 9월 20일~)는 일본의 축구 선수이다.

## 구단 경력
그는 2018년 J2리그의 로아소 구마모토에 입단했다. 2019년후 J3리그에 강등했다. 2020년까지 28경기에 출전하여, 2득점을 넣었다. 2021년 일본 풋볼 리그의 스즈카 포인트 게터스로 이적했다. 2023년부터 2024년까지 레일락 시가 FC에서 뛰었다. 2024년후 현역 은퇴.